# 250 (szám)
A 250 (kétszázötven) a 249 és 251 között található természetes szám. Régies neve harmadfélszász.